# Pseudogyrtona marmorea
Pseudogyrtona marmorea là một loài bướm đêm trong họ Noctuidae.